# Radinosiphon
Radinosiphon N.E.Br. – rodzaj roślin należący do rodziny kosaćcowatych (Iridaceae), obejmujący dwa gatunki endemiczne dla południowej Afryki: R. lomatensis, występujący w Mpumalanga w Południowej Afryce i R. leptostachya występujący na obszarze od  południowej Tanzanii do Eswatini.
Nazwa naukowa rodzaju pochodzi od greckich słów ραδινός (radinos – smukły, cienki) i σιφόν (sifon – rurka).

## Morfologia
Rośliny zielne, geofity, o częściach nadziemnych zamierających co roku. Podziemne bulwocebule pokryte tuniką, błoniastą do lekko włóknistej. Łodyga spłaszczona i kanciasta, prosta lub z 1–3 rozgałęzieniami. Rośliny tworzą kilka liści: od 2 do 3 najniżej położonych błoniastych katafili, tworzących pochwy u nasady łodygi, oraz kilka wąskolancetowatych liści właściwych. Kwiaty grzbieciste, zebrane w jednostronny kłosowaty kwiatostan. Listki okwiatu zrośnięte w długą rurkę, górne dłuższe i łukowato wygięte nad jednostronnie i łukowato położonymi pręcikami, różowe do fioletowych. Nitki pręcików wystające z rurki. Szyjka słupka rozgałęziona nitkowato. Owocami są kuliste, błoniaste torebki zawierające od 2 do 4 kulistych nasion w każdej komorze.

## Systematyka
Rodzaj z plemienia Croceae, z podrodziny Crocoideae z rodziny kosaćcowatych (Iridaceae).
Wykaz gatunków
- Radinosiphon leptostachya (Baker) N.E.Br.
- Radinosiphon lomatensis (N.E.Br.) N.E.Br.